# Michail Grigorjewitsch Schapiro
Michail Grigorjewitsch Schapiro (russisch Михаил Григорьевич Шапиро; * 2. April 1908 in Jekaterinoslaw; † 26. Oktober 1971 in Leningrad) war ein sowjetischer Filmregisseur.

## Leben und Leistungen
Schapiro studierte von 1925 bis 1926 an der Leningrader Filmhochschule und danach bis 1928 an der Filmfakultät des Instituts für Kunstgeschichte. Er war in jungen Jahren als Konzertmeister am Proletkulttheater in Leningrad und später als Opernregisseur an verschiedenen Bühnen der Sowjetunion tätig.
1928 übernahm ihn das Sowkinostudio und noch im selben Jahr drehte Schapiro zusammen mit Iossif Cheifiz, Alexander Sarchi und Wladimir Wladimirowitsch Granatman im Auftrag von Proletkult den Dokumentarkurzfilm Песнь о металле (Pesn o metalle). Das Quartett verfasste 1928 ebenfalls das Drehbuch zur Komödie Луна слева (Luna slewa) von Alexander Gawrilowitsch Iwanow, die im Jahr darauf Premiere feierte. Für dessen übernächsten Film Есть, капитан! (Est kapitan!, 1930) fungierte Schapiro, neben Granatman und Iwanow selbst, erneut als Koautor. Mit seinen frühen Weggefährten arbeitete er auch Jahre später wieder zusammen, so für Cheifiz und Sarchi als Regisseur des Zweiten Stabes der Komödie Горячие денечки (Gorjatschije denetschki, 1935) und als erster Regieassistent für die Filmbiografie Der Abgeordnete des Baltikums (1937) sowie als Regisseur des Zweiten Stabes in Iwanows Михайло Ломоносов (Michailo Lomonossow, 1955).
Mit der Militärkomödie Шестьдесят дней (Schestdesjat dnei) drehte Schapiro 1940 seinen ersten eigenen Film, das Werk kam aber erst drei Jahre später in die Kinos. Gemeinsam mit vier weiteren Filmemachern, darunter Herbert Rappaport und Michail Zechanowski, realisierte er 1941 den Konzertfilm Киноконцерт 1941 года (Kinokonzert 1941 goda). Danach arbeitete Schapiro bis 1942 als Übersetzer für die Politabteilung an der Leningrader Front und anschließend bis Kriegsende als Regisseur für das ZOKS. Dort begann auch die Zusammenarbeit mit Nadeschda Koschewerowa. Beide schrieben und drehten zusammen Pantöffelchen (1945), eine musikalische Adaption von Nikolai Gogols Die Nacht vor Weihnachten. Schapiro wirkte hier letztmals an einem Skript mit. Anschließend realisierten sie den Märchenfilm Aschenbrödel.
Von 1948 bis 1953 leitete Schapiro die Drehbuchabteilung von Lenfilm und brachte 1956 mit dem Sozialdrama Искатели (Iskateli) nach Daniil Granins gleichnamigem Roman wieder einen eigenen Film in die Kinos. In Kooperation mit dem Ballettmeister Konstantin Fjodorowitsch Bojarski entstand 1958 die Bühnenaufzeichnung Пахита (Pachita) mit Musik von Léon Minkus. Es folgten der Fernsehfilm Загадка Н.Ф.И. (Sagadka N.F.I., 1959), der Kinderfilm Ребята с Канонерского (Rebjata s Kanonerskogo, 1960), die Dokumentation Страницы великой жизни (Stranizy welikoi schisni) sowie der Kurzfilm Явление Венеры (Jawlenije Wenery, beide 1961), eine künstlerische Verarbeitung von Michail Lomonossows Sibirien-Expedition. Gemeinsam mit Koschewerowa drehte er anschließend die Märchenkomödie Каин XVIII (Kain XVIII, 1963). Nikolai Erdman und Jewgeni Schwarz, auf dessen Kunstmärchen Der nackte König das Werk beruht, schrieben das Drehbuch.
Für sein vorletztes Projekt, das musikalische Werk Katerina Ismailowa (1967) nach der Oper von Dmitri Schostakowitsch, erhielt der Regisseur noch im Veröffentlichungsjahr auf dem Filmfestival von Edinburgh den Ehrenpreis. Der Film lief außerdem bei den Festspielen von Cannes. Kurz nach dem Dreh von Тема с вариациями (Tema s wariazijami, 1971) starb Schapiro.
Während seiner Laufbahn war er auch als Filmeditor für Sergei Gerassimows Die sieben Kühnen (1936) und Abram Aononowitsch Naroditskis Puschkin-Biografie Юность поэта (Junost poeta, 1937) sowie als Regisseur des Zweiten Stabes von Leonid Traubergs Актриса (Aktrisa, 1943) tätig.
Schapiro war der dritte Ehemann der Autorin Schanna Wladimirowna Gausner (1912–1962) und über diese Verbindung der Schwiegersohn von Wera Inber.

## Filmografie (Auswahl)
- 1936: Die sieben Kühnen (Semero smelych) – als Filmeditor
- 1937: Der Abgeordnete des Baltikums (Deputat Baltiki) – als Regisseur des Zweiten Stabes
- 1945: Pantöffelchen (Tscherwitschki) – Koregie mit Nadeschda Koschewerowa
- 1947: Aschenbrödel (Soluschka) – Koregie mit Nadeschda Koschewerowa
- 1963: Каин XVIII (Kain XVIII) – Koregie mit Nadeschda Koschewerowa
- 1967: Katerina Ismailowa